# Rio Novo do Sul
Rio Novo do Sul est une municipalité brésilienne située dans l'État de l'Espírito Santo.